# Цита Бурбон-Пармска
Цита Бурбон-Пармска е пармска принцеса, последна императрица на Австрия и последна кралица на Бохемия и Унгария, съпруга на последния австроунгарски император Карл I. Тя произхожда от кралските родове на Франция, Португалия и Испания.

## Биография

### Произход
Родена е на 9 май 1892 във Вила Пианоре в Камайоре, Тоскана, като принцеса Цита Мария дел Грация Аделгонда Микаела Рафаела Габриела Джузепина Антония Луиза Агнес Бурбон-Пармска (на италиански: Zita Maria delle Grazie Adelgonda Micaela Raffaela Gabriella Giuseppina Antonia Luisa Agnese). Тя е седемнадесетото дете на пармския херцог Роберто I от втората му съпруга принцеса Мария-Антония Португалска. Така Цита се пада полусестра на княгиня Мария-Луиза Бурбон-Пармска и леля на цар Борис III.

### Императрица на Австро-Унгария
На 13 юни 1911 г. Цита се омъжва за ерцхерцог Карл Австрийски. След убийството на австроунгарския престолонаследник Франц Фердинанд в Сараево на 28 юни 1914 ерцхерцог Карл Австрийски остава първи в листата на унаследяване на австроунгарската корона. На 30 декември 1916 г. съпругът на Цита се възкачва на австроунгарския престол като император Карл I, а Цита е коронована за императрица на Австро-Унгария.
Карл и Цита застават начело на Дунавската монархия в трудно за империята време. През 1916 г. Първата световна война е в разгара си, а Австро-Унгария е в Тройния съюз, който губи войната през 1918 г.
След края на войната съгласно Сен-Жерменския договор и Трианонския договор Австро-унгарската империя се разпада на отделни самостоятелни държави Австрия, Унгария и Чехословакия, а управляващата тези земи от 16 век Хабсбургска династия е отстранена от властта. Така Карл и Цита са прогонени от бившите територии на империята и се установяват в Швейцария. След известно време семейството се премества да живее на остров Мадейра, Португалия, където Карл умира през 1922 г. След смъртта на последния австроунгарски император Цита и синът ѝ Ото остават символ на единството на прогонената австрийска династия.

### В Испания и Белгия
По покана на испанския крал Алфонсо XIII още същата година овдовялата Цита и седемте ѝ деца пристигат в Мадрид, където Цита ражда последната си дъщеря, ерцхерцогиня Елизабет Австрийска. Алфонсо XIII преотстъпва на Цита и семейството ѝ двореца в Лекеицио на Бискайския залив. Там бившата австроунгарска императрица и семейството ѝ живеят през следващите шест години.
През 1929 г. идва моментът, в който няколко от децата на Цита трябва да продължат образованието си в различни висши училища, което принуждава семейството да се премести някъде, където се предлага по-добра образователна среда от тази в консервативна Испания. През септември 1929 Цита и семейството ѝ се установяват в едно селце в покрайнините на Брюксел, Белгия, където Цита се намирала близо до някои свои роднини.
През годините след смъртта на съпруга си бившата императрица лобира за политическото бъдеще на семейството си и търси контакти с Мусолини в Италия. По това време австрийските канцлери Енгелберт Долфус и Курт Шушниг разглеждат възможността за реставрация на властта на Хабсбургите в Австрия начело с Ото фон Хабсбург. Тези планове са провалени с аншлуса на Австрия от Нацистка Германия през 1938 г.
След като Германия окупира Белгия през 1940 г., Зита и семейството ѝ са принудени да търсят спасение от нацистите. Те едва не са убити, след като германска бомба срива двореца, в който живеят. От Белгия Цита Бурбон-Пармска и децата ѝ успяват да се прехвърлят в Испания с помощта на френското правителство на ген. Петен.

### В САЩ и Канада
От Испания през Португалия на 27 юли 1940 г. бившето австрийско императорско семейство пристига в Ню Йорк. До края на войната Цита и семейството ѝ живеят в Квебек, Канада, където четирите най-малки деца учат в университета Лавал. По време на войната синовете на Цита Бурбон-Пармска се занимават с активна политическа дейност. Ото се опитва да осигури бъдещето на династията в следвоенна Европа, като често се среща с американския президент Франклин Рузвелт. Другият ѝ син, Роберт, става представител на династията в Лондон. Другите двама сина на Цита – Рудолф и Карл, постъпват в американската армия и се сражават на линията Мауер. В последните дни на войната Рудолф Австрийски пристига в Австрия, където помага на съпротивата срещу германците.
На 9 май 1945 г. Цита Бурбон-Пармска празнува рождения си ден в деня на победата над нацизма в Европа.

### В Европа
През 1952 г. Цита Бурбон-Пармска се установява в Люксембург, за да се грижи за остарялата си майка, която умира на 96 г. през 1956 г.
Последните години от живота си Цита Бурбон-Пармска прекарва със семейството си. През 1982, след като забраната за влизане в Австрия на членове на бившето императорско семейство е отменена, Цита на няколко пъти посещава бившата си Австрийска родина и дори участва в няколко телевизионни предавания по Австрийската телевизия. По време на едно интервю за австрийския таблоид Коронен Цайтунг тя изказва подозренията си, че смъртта на австрийския принц Рудолф Австрийски и любовницата му Мария Ветсера в Майерлинг през 1889 г. не е било двойно самоубийство, а убийство, извършено от френски или австрийски агенти.
Здравето на императрица Цита започва да се влошава след нейната 90-а годишнина. Тя развива неизлечима форма на катаракт на двете очи. Последното ѝ семейно събиране е през 1987 г. в Цицерс, Швейцария, когато децата и внуците ѝ се събират за да отпразнуват 95-ата ѝ годишнина. Докато посещава дъщеря си през лятото на 1988 г., Цита се разболява от пневмония и прекарва цялата зима на легло. През март 1989 г. бившата императрица се обажда на сина си Ото, за да му каже, че умира. Той и останалата част от семейството пристигат, за да присъстват на последните мигове от живота ѝ. Цита Бурбон-Пармска, последната императрица на Австро-Унгария, умира в ранната утрин на 14 март 1989 г., в присъствието на цялото си семейство.
Последната австрийска императрица е погребана с държавни почести на 1 април 1989 г. в императорската крипта във Виена.

## Деца
- Принц Ото фон Хабсбург (1912 – 2011)
- Ерцхерцогиня Аделхайд Австрийска (1914 – 1971)
- Ерцхерцог Роберт Австрийски (1915 – 1995)
- Ерцхерцог Феликс Австрийски (1916 – 2011)
- Ерцхерцог Карл-Лудвиг Австрийски (1918-2007)
- Ерцхерцог Рудолф Австрийски (1919 – 2010)
- Ерцхерцогиня Шарлота Австрийска (1921 – 1989)
- Ерцхерцогиня Елизабет Австрийска (1922 – 1993)